# Hubert Houben (atleta)
Hubert Houben (Goch, 24 febbraio 1898 – Krefeld, 9 novembre 1956) è stato un velocista tedesco, che gareggiò principalmente sulla distanza dei 100 metri piani.

## Biografia
Nel primo dopoguerra non prese parte ai Giochi della VIII Olimpiade di Parigi per il divieto agli atleti tedeschi dopo la Grande Guerra.
Gareggiò invece con la Germania nelle Olimpiadi del 1928 tenutesi ad Amsterdam, Paesi Bassi. In quell'occasione fu frazionista della staffetta 4 x 100, vincendo la medaglia d'argento insieme ai compagni Georg Lammers, Richard Corts e Helmut Körnig.

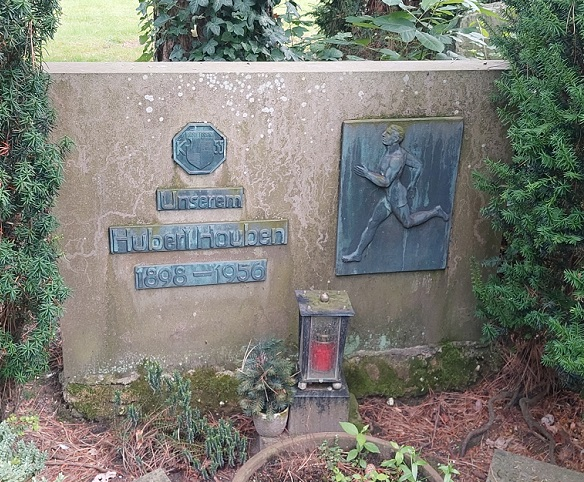
Grabstelle Hubert Houben KR

## progetti
- Wikimedia Commons contiene immagini o altri file su Hubert Houben